# St. Mariä Himmelfahrt (Marienbaum)

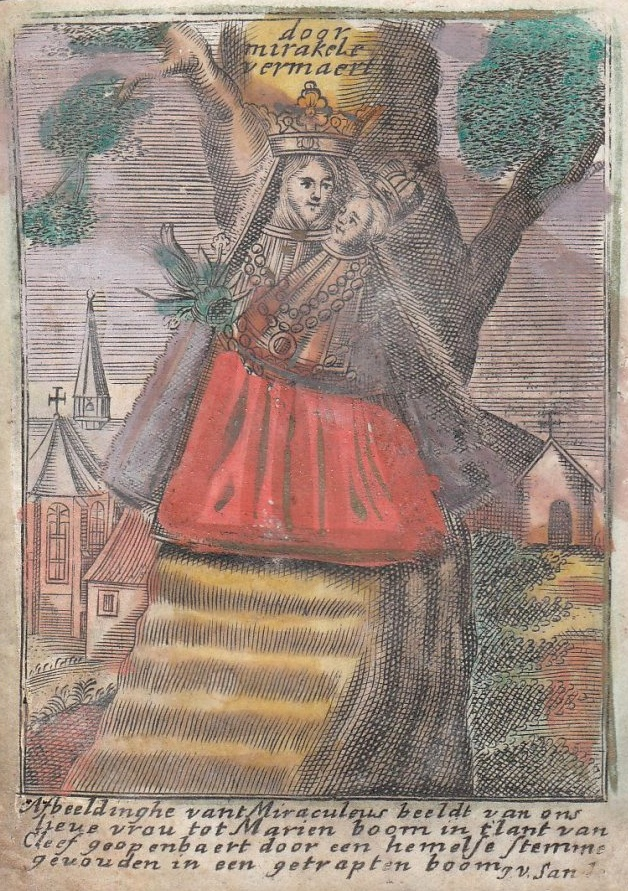
Gnadenbild Marienbaum, Kupferstich um 1680

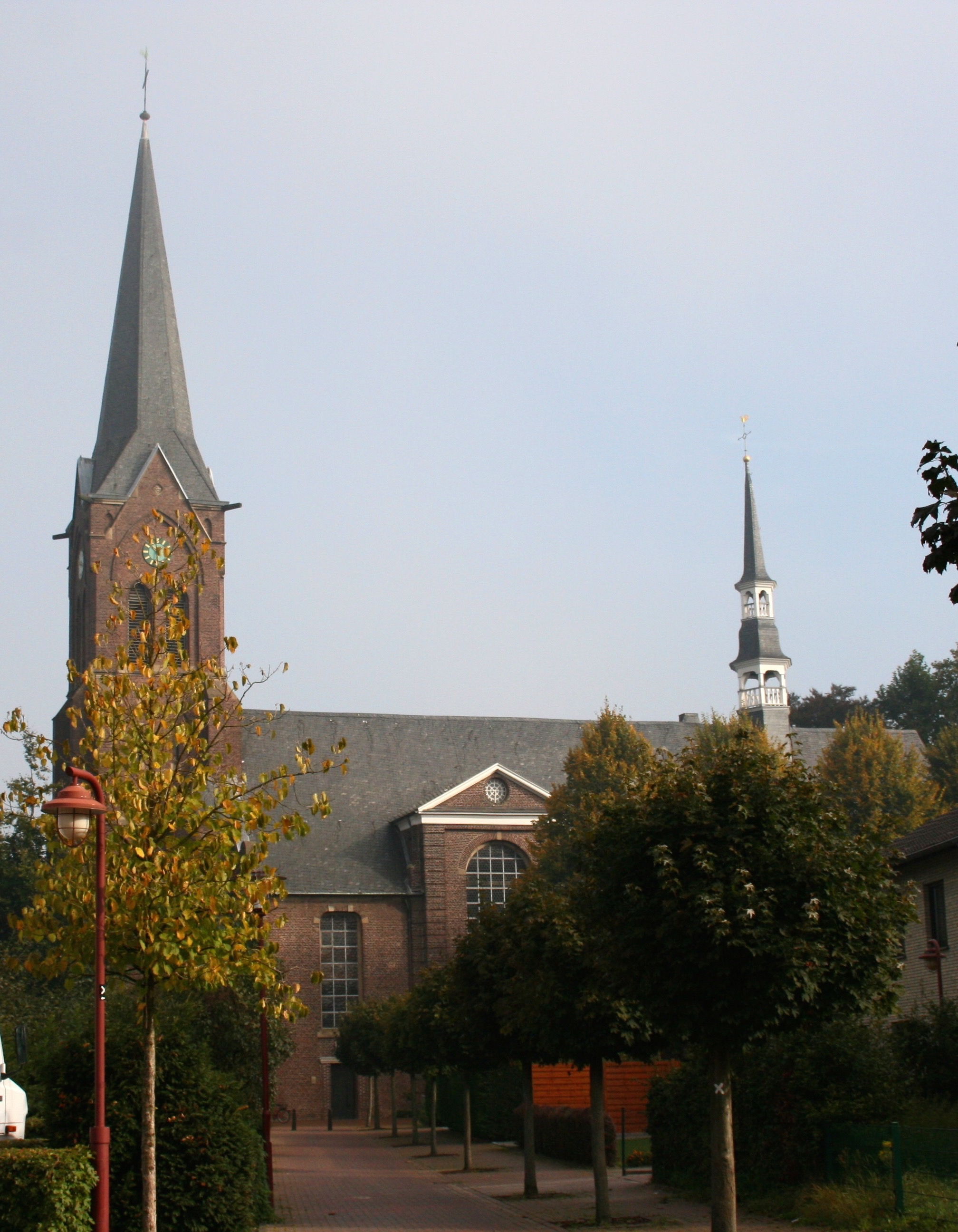
Die Wallfahrtskirche St. Mariä Himmelfahrt

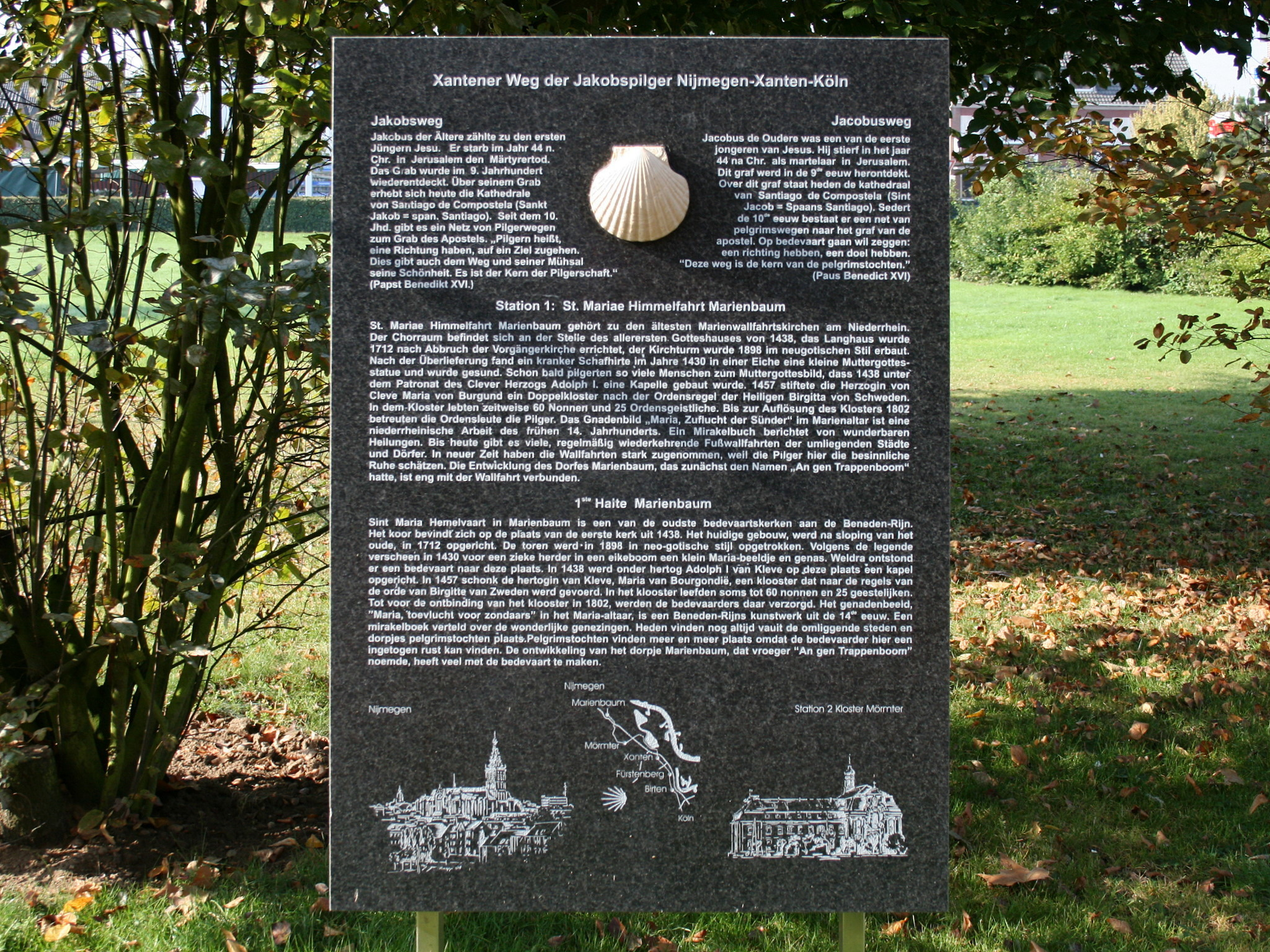
Informationsschild für Jakobspilger

St. Mariä Himmelfahrt ist eine Wallfahrtskirche in Marienbaum in der Nähe von Xanten. Sie wurde errichtet als Abteikirche des 1460 gegründeten Birgittenklosters, ab 1802 wurde sie im Zuge der Säkularisation zur Pfarrkirche.

## Wallfahrtskirche
Die Wallfahrtsgeschichte Marienbaums begründet sich auf die Sage um das Gnadenbild der Maria aus dem frühen 14. Jahrhundert. Der Erzählung nach soll einem gelähmten Hirten 1430 im Traum eine Eiche erschienen sein, welche treppenförmig gewachsen war und in deren Krone sich die Figur der Maria befunden haben soll. Der Hirte suchte daraufhin diesen Baum und soll die Statue aufgefunden und verehrt haben, worauf er gesundete. Der Ort wurde daraufhin als „An gen Trappenboom“ bezeichnet und von Wallfahrern bereist; 1438–1441 wurde dort eine Kapelle zu Ehren Marias und des Evangelisten Johannes durch Graf Adolf II. von Kleve erbaut, deren gotischer Chor noch heute als vorderer Teil der Kirche St. Mariä Himmelfahrt existiert.

## Klosterkirche
Maria von Burgund gründete im Jahr 1460 ein Doppelkloster nach der Ordensregel der Birgitta, welches vorerst durch sieben Nonnen und zwei Priester bewohnt wurde. Nach kleineren Erweiterungen des Klosters wurde im Jahr 1611 ein Tochterkloster in Kalkar gegründet, 1625 eines in Kaldenkirchen.
1650/88 wurde das „Marienkloster“ erweitert und bot schließlich Platz für 60 Nonnen und 25 Geistliche, welche die Wallfahrer empfingen und betreuten. Zu dieser Zeit verlor Marienbaum als Wallfahrtsort jedoch immer mehr an Bedeutung, da im nahe gelegenen Kevelaer ein konkurrierender Gnadenort (heute einer der wichtigsten Wallfahrtsorte Deutschlands) entstand. Von 1712 bis 1714 wurde die baufällige Kapelle zu Teilen abgerissen; der Chor der Kapelle und der 1710 errichtete barocke Kreuzgang wurden in die neu errichtete Kirche St. Mariä Himmelfahrt integriert und das Kloster erneut erweitert.

## Pfarrkirche
Im Zuge der Säkularisation des Klosters unter napoléonischer Herrschaft wurde die Kirche 1802 zum Mittelpunkt einer Pfarrgemeinde umgewandelt, die Klosterbibliothek wurde der Stiftsbibliothek Xanten eingegliedert und die Klostergebäude zu weiten Teilen abgerissen. Allein der zweistöckige Kapitelsaal blieb erhalten und dient heute als Sakristei. Der Kirchturm wurde erst in den Jahren 1898–1900 im neugotischen Stil errichtet und 1898 durch sieben Glocken aus Bronze erweitert.
Nach einem Schwelbrand am Aschermittwoch 2017 nahm die Innenausstattung durch die Rußablagerungen Schaden. Nach Restaurierungsarbeiten, die mehr als ein Jahr andauerten, hielt die Gemeinde am Palmsonntag wieder Einzug in die Kirche.

## Wallfahrt heute
Heute wird St. Mariä Himmelfahrt von knapp 15.000 Wallfahrern pro Jahr aufgesucht.

## Ausstattung
Wichtigstes Heiligtum der Kirche St. Mariä Himmelfahrt ist das Gnadenbild der Maria vom Beginn des 14. Jahrhunderts, heute wird es in der Außenkapelle der Kirche gezeigt.
Sehenswert sind zudem der Hochaltar aus dem Jahr 1441 mit Bildern von Barthel Bruyn d. Ä., der auch viele Bilder der Stiftskirche St. Viktor in Xanten erstellte, sowie verschiedene Engels- und Apostel-Fresken aus dem Jahr 1460 und ein von den Nonnen des Klosters gefertigtes Fastentuch aus dem 17. Jahrhundert den Innenraum der Kirche.

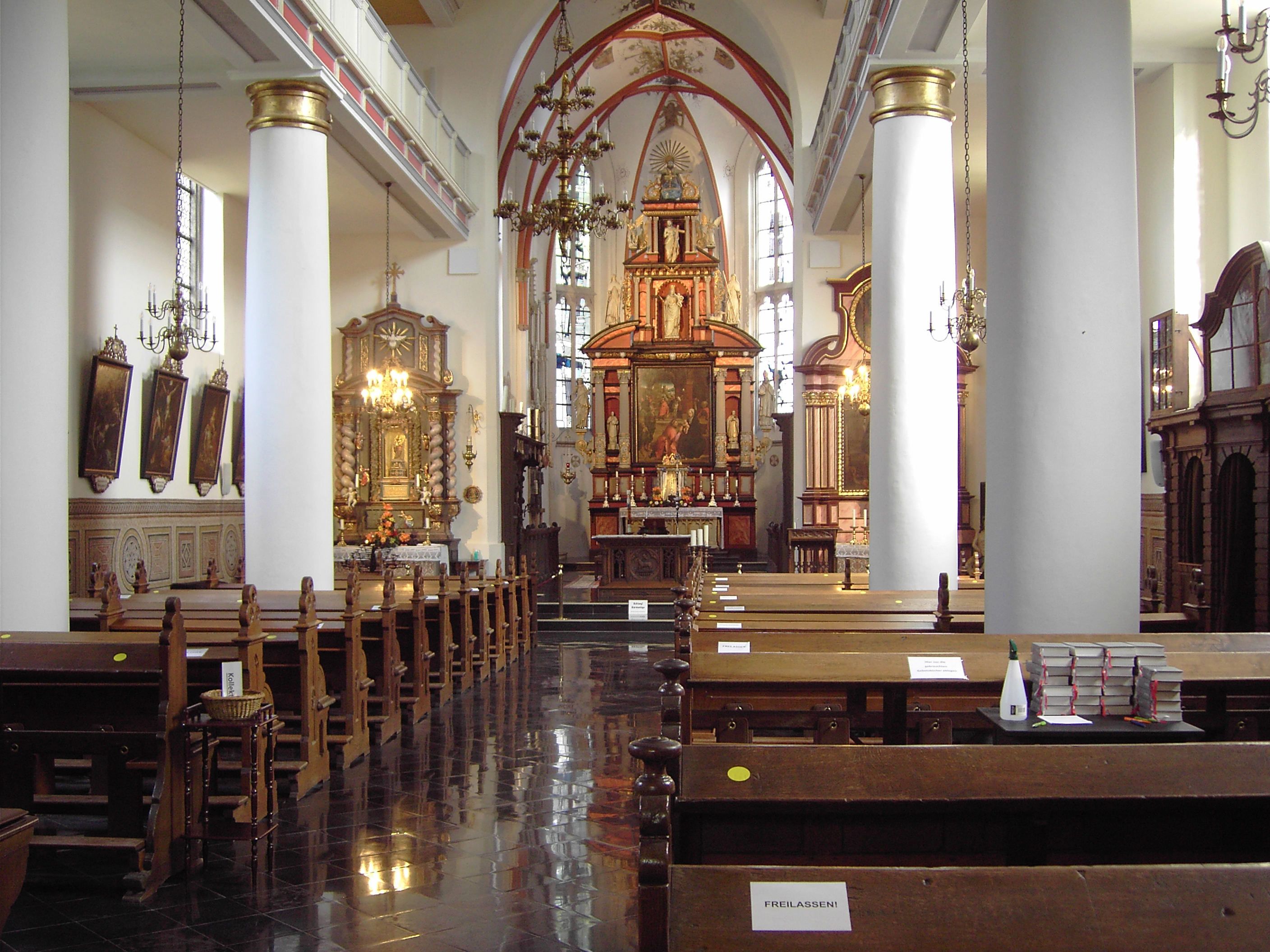
Blick zum Hochaltar
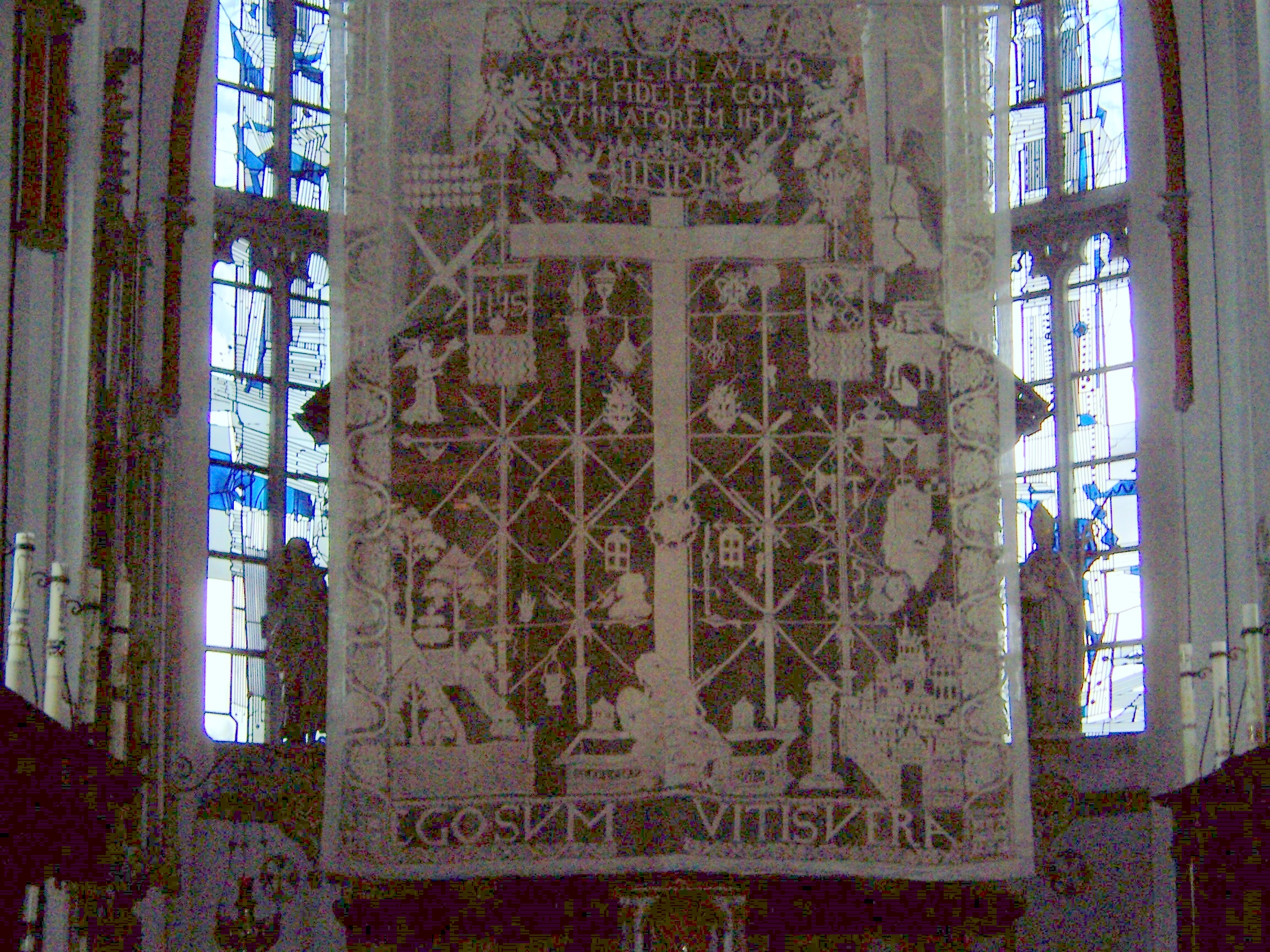
Fastentuch vor dem Hochaltar
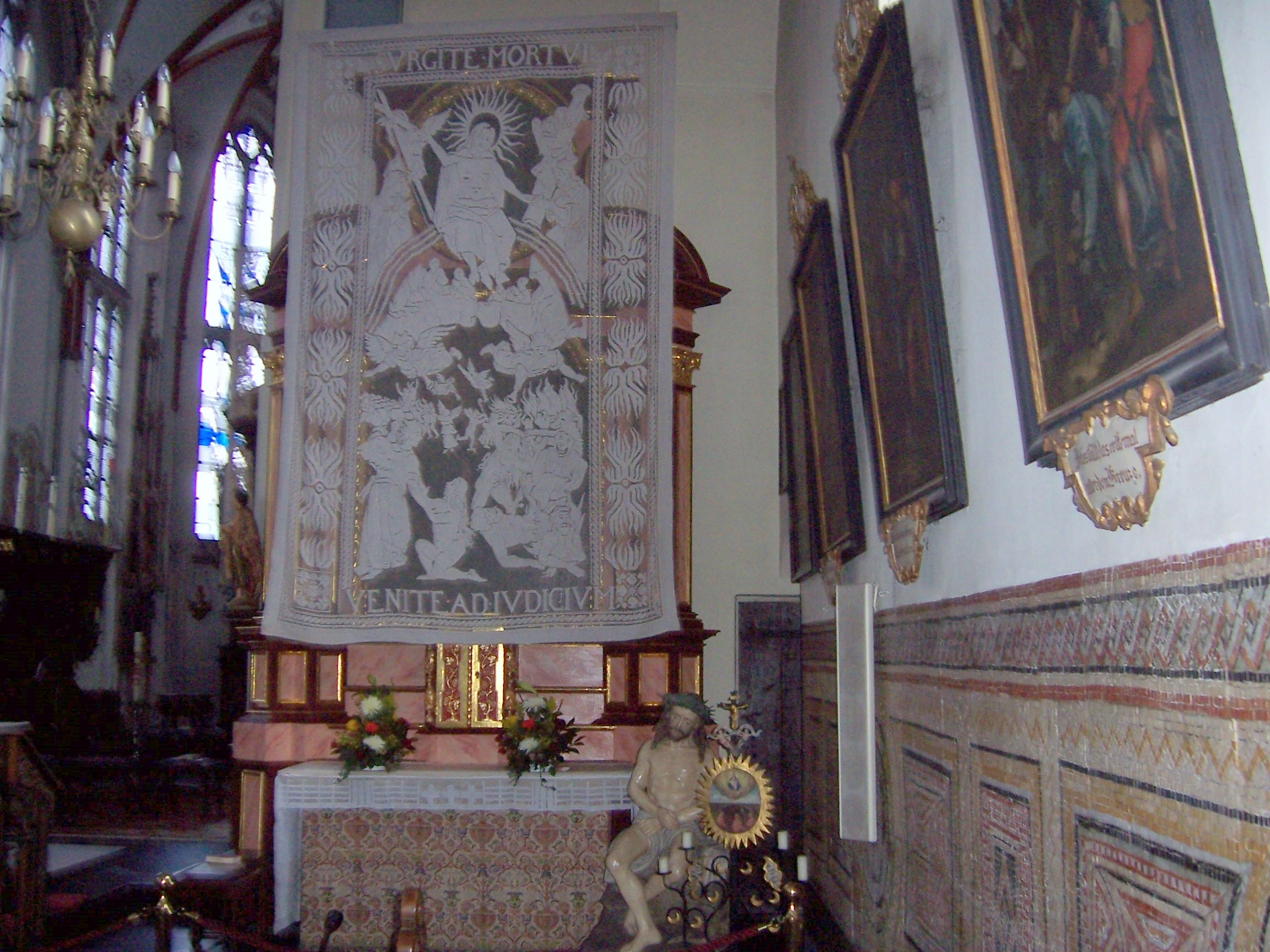
Fastentuch vor dem rechten Seitenaltar

## Orgel

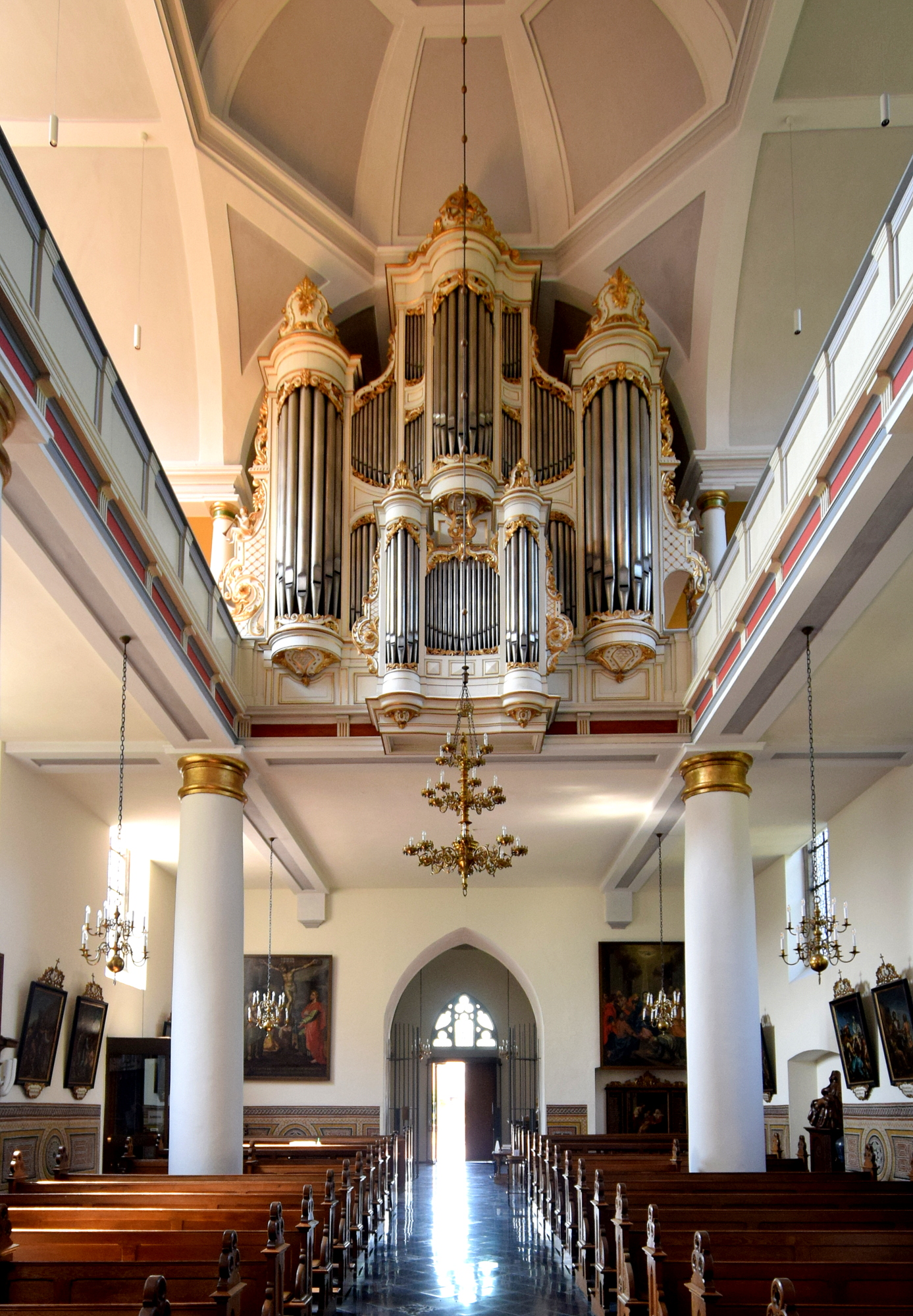
Prospekt der Van Dam-Orgel

Die Orgel der Marienbaumer Kirche wurde 1894 von der niederländischen Orgelbaufirma Van Dam Leeuwarden erbaut. Das Instrument stand noch bis 1971 in der Oosterkerk in Arnheim in den Niederlanden. Es wurde 1971 durch die Orgelbaufirma Romanus Seifert & Sohn (Kevelaer) umfassend saniert und in die Brüstung der Marienkirche eingebaut. Das rein mechanische Instrument hat 25 Register im Stil des Neorokoko. Die Disposition lautet:
| I Hauptwerk C–g3 |                 |     |
| 1.               | Bordun          | 16′ |
| 2.               | Praestant       | 8′  |
| 3.               | Hohlpfeife      | 8′  |
| 4.               | Viola           | 8′  |
| 5.               | Octave          | 4′  |
| 6.               | Rohrflöte       | 4′  |
| 7.               | Waldflöte       | 2′  |
| 8.               | Kornett IV      |     |
| 9.               | Rauschpfeife II |     |
| 10.              | Mixtur III-V    |     |
| 11.              | Trompete        | 8′  |
|                  | Tremulant       |     |

| II Oberwerk C–g3 |                 |       |
| 12.              | Harfenprincipal | 8′    |
| 13.              | Zartflöte       | 8′    |
| 14.              | Schwebung       | 8′    |
| 15.              | Octave          | 4′    |
| 16.              | Querflöte       | 4′    |
| 17.              | Octave          | 2′    |
| 18.              | Quinte          | 1 ⁄3′ |
| 19.              | Scharfzimbel II |       |
| 20.              | Krummhorn       | 8′    |
|                  | Tremulant       |       |

| II Pedal C–d1 |            |     |
| 21.           | Subbaß     | 16′ |
| 22.           | Octave     | 8′  |
| 23.           | Gedackt    | 8′  |
| 24.           | Piffaro II | 4′  |
| 25.           | Posaune    | 16′ |

- Koppeln: II/I, I/P, II/P

## Glocken
Da die Qualität durch Alter und Beschädigungen der vorhandenen Stahlglocken stark gemindert wurde, musste an eine Erneuerung gedacht werden.
1980 machte die Familie Underberg der Pfarrei eine Schenkung.
Es wurden sieben Bronzeglocken unterschiedlicher Größe und Klangfarbe bei der Glockengießerei Petit & Edelbrock in Gescher in Auftrag gegeben.
| Nr. | Name              | Gussjahr | Gießer                  | Ort     | Durchmesser ø | Ton  |
| --- | ----------------- | -------- | ----------------------- | ------- | ------------- | ---- |
| 1   | SALVATOR          | 1980     | Petit & Gebr. Edelbrock | Gescher | 1.548 mm      | B°   |
| 2   | SANCTA MARIA      | 1980     | Petit & Gebr. Edelbrock | Gescher |               | des' |
| 3   | SANCTA BIRGITTA   | 1980     | Petit & Gebr. Edelbrock | Gescher |               | es'  |
| 4   | SANCTUS AEMILIUS  | 1980     | Petit & Gebr. Edelbrock | Gescher |               | f'   |
| 5   | SANCTI ANGELI     | 1980     | Petit & Gebr. Edelbrock | Gescher |               | ges' |
| 6   | SANCTA CHRISTIANA | 1980     | Petit & Gebr. Edelbrock | Gescher |               | as'  |
| 7   | GERARDUS          | 1980     | Petit & Gebr. Edelbrock | Gescher | 739 mm        | b'   |